# Villiers, Indre
Villiers là một xã ở tỉnh Indre ở miền trung nước Pháp. Xã này có diện tích 24,53 km², dân số năm 1999 là 189 người. Khu vực này có độ cao trung bình 144 mét trên mực nước biển.